# Archidiocèse de Medan
L'archidiocèse de Medan (en latin : Archidioecesis Medanensis ) est une Église particulière de l'Église catholique en Indonésie, dont le siège est à Medan, capitale de la province de Sumatra du Nord.

## Histoire
La préfecture apostolique de Sumatra est érigée le 30 juin 1911, par détachement du vicariat apostolique de Batavia, couvrant l'ensemble de l'ile de Sumatra. Le 27 décembre 1923, lorsque sont érigées à Sumatra les préfectures apostoliques de Benkoelen et de Bangka et Belitung, la préfecture apostolique de Sumatra prend le nom de préfecture apostolique de Padang. Le 18 juillet 1932 elle est élevée au rang de vicariat apostolique.
Le vicariat change de nom le 23 décembre 1941 pour devenir vicariat apostolique de Medan, avant de devenir l'archidiocèse de Medan le 3 juin 1961, lors de la réorganisation des juridictions catholiques en Indonésie.
Le territoire de la préfecture apostolique de Sumatra fut confié à l'ordre des capucins pour évangéliser les populations autochtones. Et les préfets apostoliques, vicaires apostoliques et archevêques de Medan sont tous issus de cet ordre.
L'archidiocèse compte deux diocèses suffragants: le diocèse de Padang et le diocèse de Sibolga.

## Organisation
Le territoire de l'archidiocèse se trouve sur le territoire de 2 provinces indonésiennes : une partie de la province de Sumatra du Nord et l'ensemble de la province d'Aceh.
Le siège de l'archidiocèse se trouve dans la ville de Medan, où se trouve la cathédrale de l'Immaculée Conception (en).
En 2021, l'archidiocèse compte 63 paroisses qui pour l'essentiel se trouve dans la province de Sumatra du Nord.
La majorité des catholiques de l'archidiocèse font partie des ethnies Batak (Indonésie) et Javanais (peuple).

## Vicaires apostoliques et archevêques
- Giacomo Cluts, OFM CAP (1911-1916)
- Liberato da Exel, OFM CAP (1916-1921)
- Mathias Leornadus Trudon Brans, OFM CAP (1921-1954)
- Antoine Henri Van der Hurk, OFM CAP (1954-1976)
- Alfred Gonti Pius Datubara, OFM CAP (1976-2009)
- Anicetus Bongsu Antonius Sinaga, OFM CAP (2009-2018)
- Kornelius Sipayung, OFM CAP (depuis 2018)

## Source
- Catholic-Hierarchy